# Iruña (Paraguay)
Iruña è un centro abitato del Paraguay, nel Dipartimento dell'Alto Paraná. Forma uno dei 20 distretti del dipartimento.

## Popolazione
Al censimento del 2002 Iruña contava una popolazione urbana di 727 abitanti (4.710 nel distretto).

## Storia
La località è stata elevata al rango di distretto grazie alla legge n° 203 del 1993, staccandosi dal municipio di Ñacunday.